# F-blokken
F-blokken (f for 'fundamental'), et af det periodiske systems blokke, udgøres af lanthaniderne i 6. periode, og actiniderne i 7. periode. Fælles for disse grundstoffer er at de elektroner der har den højeste energi i grundtilstanden, befinder sig i f-orbitaler i den fjerdeyderste skal. En orbital kan højst indeholde to elektroner, og da en elektronskal (bortset fra K- til M-skallerne) maksimalt kan have syv f-orbitaler, findes der præcis fjorten f-bloksgrundstoffer i hver periode, fraset 1. til og med 5. periode.
F-blokken vises normalt i to rækker under hoveddelen af det periodiske system.